# Rist (valkyria)
Rist var enligt nordisk mytologi en valkyria. Hon är den ena av Odens båda tjänarinnor, vid sidan av Mist, med uppgift att servera mjöd från geten Heidrun till einhärjarna. Rist betyder spjutkasterska.